# منظمة المراحيض العالمية
منظمة المراحيض العالمية هي منظمة عالمية غير ربحية تعهدت بتحسين خدمات المراحيض والمرافق الصحية في جميع أنحاء العالم. وقد تأسست في عام 2001[1] مع 15 عضوا، وقد نمت الآن إلى 151 عضوا في 53 بلدا. ويعمل جميع هؤلاء الأعضاء على إزالة حظر المراحيض وتقديم حلول الصرف الصحي المستدامة في جميع أنحاء العالم.[2] وعلاوة على ذلك، فإن منظمة المراحيض العالمية مسؤولة عن تنظيم قمة المراحيض العالمية، وانشأت اليوم العالمي للمرحاض.[3]
تم تأسيس منظمة المراحيض العالمية من قبل جاك سيم في سنغافورة في 19 تشرين الثاني/نوفمبر 2001. ومنذ إنشائها، جمعت الحكومات والأوساط الأكاديمية والمجتمع المدني والوكالات المتعددة الأطراف والقطاع الخاص لاستكشاف سبل مبتكرة لانهاء ازمة الصرف الصحى عالمياً. تتلخص مهمة منظمة المراحيض العالمية في تعزيز حركة الصرف الصحي عالمياً من خلال العمل التعاوني الذي يلهم ويوفر حلول مبتكرة لتحقيق الصرف الصحي المستدام للجميع.
الركائز الأساسية لعمل منظمة المراحيض العالمية:
1-	الدعوة إلى تغيير سياسة الصرف الصحي: تأمل منظمة المراحيض العالمية من خلال جهودها في العمل، على كسر الحظر المرتبط بالصرف الصحي. وذلك من خلال الانشطة التي تقوم بها ومنها، المؤتمر العالمي السنوي للمرحاض، واليوم العالمي للمرحاض.
2-	التعليم لتغيير العادات المتعلقه بالصرف الصحي: تتعاون منظمة المراحيض العالمية مع المنظمات الشعبية والمدارس لزيادة الوعي بأهمية الصرف الصحي في المجتمعات المحلية. ويتم ذلك من خلال المعارض العامة والصرف الصح الخاص بالمدارس وبرامج الترويج للصحة العامة.
3-	البناء من أجل تطوير البنية الأساسية للمرافق الصحية: تبني منظمة المراحيض العالمية البنية الأساسية للمراحيض في مختلف المدارس والمجتمعات المحلية في العديد من البلدان النامية، على سبيل المثال من خلال مبادرة رينبو للمراحيض في الصين أو من خلال شركائها، ومنها مشروع مرحاض الجماعة العائم في كمبوديا.
4-	تمكين إحداث تغيير مجتمعي طويل الأجل في مجال الصرف الصحي: تأخذ منظمة المراحيض العالمية بنهج قائم على التسويق يمكّن المجتمعات المحلية من حل تحديات الصرف الصحي الخاصة بها. ويتم ذلك من خلال نموذج التدريب في كلية المراحيض العالمية الذي يبني القدرة لدى عمال الصرف الصحي والمهنيين، وكذلك من خلال نموذج المشروع الاجتماعي، متجر ساني.

## مؤسس المنظمة
جاك سيم هو مؤسس منظمة المراحيض العالمية، وأسس ايضاً (BoP HUB)، وهو مناصر عالمي للمرافق الصحية. وعمل سابقاً في مجال البناء، أسس منظمة المراحيض العالمية في عام 2001 بعد أن استقل مادياً في سن الأربعين، قرر تكريس بقية حياته للعمل الاجتماعي. وقد حصل جاك سيم على جائزة مؤسسة (شواب) عن روح المبادرة الاجتماعية في عام 2001. وفي عام 2007، أصبح جاك واحداً من الأعضاء الرئيسيين من أجل عقد تحالف المرافق الصحية المستدامة، الذي يتألف من أعضاء رئيسيين في مجال الصرف الصحي. وهو زميل عالمي في أشوكا، وقد تم تعيينه كأحد أبطال البيئة لعام 2008 من قبل مجلة تايم.

## الإنجازات
إن مؤتمر القمة العالمي للمراحيض والمعرض العالمي عبارة عن منصة عالمية تجمع بين أصحاب المصلحة في مجال الصرف الصحي بهدف المشاركة والتعلم والتعاون في التصدي لتحديات الصرف الصحي عالمياً. وتنظم القمة السنوية بصورة مشتركة حكومية مضيفة أو منظمة تضم صانعي السياسات، رابطات المراحيض، والنظمات غير الربحية، والمنظمات التي تسعى إلى تحقيق الربح، وأصحاب المصلحة من القطاع الخاص في قطاع المرافق الصحية. وتهدف هذه الخطة إلى تمكين هؤلاء الاعضاء الرئيسيين من تبادل المعرفة الخبرة والموارد في زيادة الأثر والابتكار في سوق الصرف الصحي.